# Nagai Tatsunari
Tatsunari Nagai (sinh ngày 7 tháng 7 năm 1985) là một cầu thủ bóng đá người Nhật Bản.

## Sự nghiệp câu lạc bộ
Tatsunari Nagai đã từng chơi cho Roasso Kumamoto.